# Шольтен, Петер фон
Петер Карл Фредерик фон Шольтен (дат. Peter Carl Frederik von Scholten; 17 мая 1784, Vestervig Kloster, Датско-норвежская уния — 26 января 1854, Алтона, Гольштейн-Глюкштадт) — генерал-губернатор Датской Вест-Индии.

## Биография
Родился в семье военного офицера.
С 8 лет учился в военной академии, по окончании которой был произведён в прапорщики. Вскоре его семья переехала на остров Сент-Томас, где 13 августа 1804 года в возрасте 20 лет он впервые ступил на берег Датской Вест-Индии. Здесь он находился под опекой своего отца с 1804 по 1807 год, который в то время был главой администрации Сент-Томаса. Он также находился в английском плену с 1807 по 1810 гг., и был перевезён в Великобританию (см. Вторжение в Датскую Вест-Индию).
Позже он сделал карьеру офицера в Копенгагене. В 1808 году был переведён в Датский егерский полк в чине младшего лейтенанта, а в 1811 году был повышен до старшего лейтенанта, а в 1813 году дослужился до звания штабс-капитана. Благодаря этому он стал адъютантом генерал-адъютанта Фредерика VI Франца Кристофера Бюлова. В этой должности он прослужил до 1814 года, когда закончилась британская оккупация Датской Вест-Индии, и получил свою первую официальную должность на острове Сент-Томас, будучи таможенным сборщиком. 
В 1827 году он стал исполняющим обязанности генерал-губернатора Сент-Томаса. С 1835 по 1848 год он занимал должность генерал-губернатора Датской Вест-Индии. В этот период он проявил себя как патриархальный администратор, пытающийся облегчить бремя рабов и сдержать расовую напряжённость. Для этого он создал школы для чернокожего населения, а также дал им право на частную собственность.
Несмотря на своё относительно либеральное правление, фон Шолтен был против постановления Кристиана VIII о том, что каждый ребёнок, рождённый от несвободной женщины, должен быть свободным с рождения; поскольку считал, что такое решение вызовет массовое недовольство. Когда новая политика была введена в действие, на острове Сент-Крус в 1848 году вспыхнуло восстание рабов. 3 июля 1848 года он издал указ, освобождающий всех чернокожих рабов в Датской Вест-Индии.
Вскоре после этого фон Шолтен был отозван в Данию. Там против него был возбуждён судебный процесс, и поначалу ему было отказано в пенсии, хотя позже с него сняли обвинения и оправдали незадолго до его смерти. 
Умер 26 января 1854 года в Альтоне (Гольштейн-Глюкштадт).

## Личная жизнь
В 1810 году он женился на 24-летней Анне Элизабет Тортсен. У них родились три дочери.